# Couture (film)
Couture är en fransk-amerikansk dramafilm, som har en planerad premiär i september 2025 på Toronto International Film Festival. Filmen är regisserad av Alice Winocour som även skrivit filmens manus.

## Handling
Filmen handlar om den amerikanska filmskaparen Maxine Walker som anländer till Paris under modeveckan. Där ställs hon inför prövningar och självinsikt.

## Rollista (i urval)
- Angelina Jolie - Maxine Walker
- Louis Garrel
- Ella Rumpf - Angèle
- Garance Marillier
- Finnegan Oldfield